# SMOG-P
SMOG-P, auch BME-1, weiterhin Magyar-OSCAR 105, kurz MO-105 ist ein ungarischer Amateurfunksatellit und Technologieerprobungssatellit.

## Ausstattung
Der Picosatellit basiert auf der PocketQube-Plattform mit dem Formfaktor 1p (50 × 50 × 50 mm). SMOG-P verfügt über einen Spektrumanalysator zur Messung der vom Menschen verursachten elektromagnetischen Verschmutzung (Elektrosmog) aus dem All. Diese Nutzlast dient der Spektrumüberwachung zur Erstellung einer globalen Karte der Frequenznutzung im Bereich des DVB-T-Bandes.
Weiterhin verfügt SMOG-P über ein Dosimeter (thermionischer Detektor), das es ermöglicht, die vom Satelliten auf der Umlaufbahn des Satelliten aufgenommene Strahlungsmenge aufzuzeichnen, die Strahlungsmenge von den Van-Allen-Gürteln zu ermitteln und den Einfluss eventuell während der Mission auftretender Sonneneruptionen zu ermitteln.

## Bezeichnung
Der OSCAR-Nummern-Administrator der AMSAT – Nordamerika vergab die Nummer 105 an diesen Satelliten. Der Satellit in der Amateurfunkgemeinschaft daher auch Magyar-OSCAR 105, kurz MO-105 genannt.

## Mission
Der Satellit wurde am 6. Dezember 2019 auf einer Electron-Trägerrakete vom Rocket Lab Launch Complex 1 in Neuseeland zusammen mit anderen PocketQubes gestartet. Der Satellit verglühte am 28. September 2020 in der Erdatmosphäre.

## Frequenzen
Folgende Frequenzen für den Satelliten wurden von der International Amateur Radio Union koordiniert:
- 437,150 MHz – Bake (100 mW, 12.5kbps GMSK)

Empfangsbereich des Spektrumanalysators:
- 119 – 960 MHz bei einer Bandbreite von 1 – 850 kHz und einem Dynamikbereich von −10…−120 dBm